# Área metropolitana de Milán

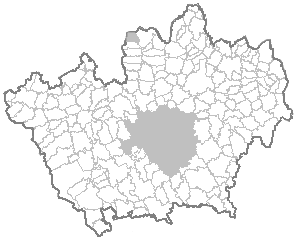
Ciudad de Milán en la provincia homónima.

El área metropolitana de Milán consiste en la ciudad de Milán y en una serie de localidades menores ubicadas en la región de Lombardía (Italia).
En total, el área metropolitana de Milán se extiende por una superficie de 1.866 km² y cuenta con una población de 4,10 millones de habitantes, de los cuales 10 y 32% corresponden a la ciudad de Milán, respectivamente. Tiene una densidad de población de 2200 hab/km², una de las más altas de Europa.

## Composición
El área metropolitana de Milán se compone de la ciudad de Milán y de 177 pequeñas ciudades y municipios ubicados a su alrededor (entre las que destacan las ciudades de Monza, Gallarate, Busto Arsizio y Sesto San Giovanni).
| Provincia                       | Comuna                  | Superficie (en km²) | Población(1) |
| ------------------------------- | ----------------------- | ------------------- | ------------ |
| Lombardía                       |                         |                     |              |
| Provincia de Milán              | Milán                   | 182,0               | 1.308.735    |
| Provincia de Milán              | Cambiago                | 7,3                 | 5.912        |
| Provincia de Milán              | Gessate                 | 7,7                 | 6.887        |
| Provincia de Milán              | Bellinzago Lombardo     | 4,5                 | 3.714        |
| Provincia de Milán              | Caponago                | 5,0                 | 5.009        |
| Provincia de Milán              | Pessano con Bornago     | 6,6                 | 8.996        |
| Provincia de Milán              | Gorgonzola              | 10,7                | 18.453       |
| Provincia de Milán              | Bussero                 | 4,6                 | 8.545        |
| Provincia de Milán              | Carugate                | 5,4                 | 13.639       |
| Provincia de Milán              | Cernusco sul Naviglio   | 13,0                | 29.015       |
| Provincia de Milán              | Cologno Monzese         | 8,7                 | 47.753       |
| Provincia de Milán              | Vimodrone               | 4,8                 | 14.012       |
| Provincia de Milán              | Segrate                 | 17,0                | 33.381       |
| Provincia de Milán              | Pioltello               | 13,1                | 33.965       |
| Provincia de Milán              | Ródano                  | 12,9                | 4.293        |
| Provincia de Milán              | Peschiera Borromeo      | 23,5                | 21.354       |
| Provincia de Milán              | Pantigliate             | 5,7                 | 5.637        |
| Provincia de Milán              | Cassina de' Pecchi      | 7,0                 | 12.437       |
| Provincia de Milán              | Vignate                 | 8,6                 | 8.258        |
| Provincia de Milán              | Melzo                   | 9,7                 | 18.451       |
| Provincia de Milán              | Liscate                 | 9,3                 | 3.672        |
| Provincia de Milán              | Settala                 | 17,5                | 6.707        |
| Provincia de Milán              | Paullo                  | 8,9                 | 10.420       |
| Provincia de Milán              | Tribiano                | 6,9                 | 2.544        |
| Provincia de Milán              | Mediglia                | 21,9                | 11.650       |
| Provincia de Milán              | San Donato Milanese     | 12,8                | 32.668       |
| Provincia de Milán              | San Giuliano Milanese   | 30,4                | 34.243       |
| Provincia de Milán              | Melegnano               | 4,0                 | 16.389       |
| Provincia de Milán              | Colturano               | 4,2                 | 1.992        |
| Provincia de Milán              | Dresano                 | 3,5                 | 2.689        |
| Provincia de Milán              | Vizzolo Predabissi      | 5,7                 | 3.992        |
| Provincia de Milán              | Locate di Triulzi       | 12,3                | 8.938        |
| Provincia de Milán              | Opera                   | 7,3                 | 13.217       |
| Provincia de Milán              | Pieve Emanuele          | 13,1                | 15.566       |
| Provincia de Milán              | Basiglio                | 8,5                 | 8.413        |
| Provincia de Milán              | Rozzano                 | 12,3                | 38.598       |
| Provincia de Milán              | Assago                  | 8,0                 | 7.900        |
| Provincia de Milán              | Buccinasco              | 12,0                | 25.675       |
| Provincia de Milán              | Corsico                 | 5,4                 | 33.426       |
| Provincia de Milán              | Cesano Boscone          | 3,0                 | 23.634       |
| Provincia de Milán              | Trezzano sul Naviglio   | 10,8                | 18.837       |
| Provincia de Milán              | Gaggiano                | 26,7                | 8.485        |
| Provincia de Milán              | Cisliano                | 14,7                | 3.388        |
| Provincia de Milán              | Albairate               | 14,9                | 4.406        |
| Provincia de Milán              | Abbiategrasso           | 47,1                | 29.830       |
| Provincia de Milán              | Cassinetta di Lugagnano | 3,3                 | 1.742        |
| Provincia de Milán              | Cusago                  | 11,5                | 3.383        |
| Provincia de Milán              | Settimo Milanese        | 10,8                | 18.326       |
| Provincia de Milán              | Bareggio                | 11,3                | 16.306       |
| Provincia de Milán              | Cornaredo               | 13,6                | 20.395       |
| Provincia de Milán              | Sedriano                | 7,9                 | 10.848       |
| Provincia de Milán              | Vittuone                | 5,9                 | 8.547        |
| Provincia de Milán              | Santo Stefano Ticino    | 5,0                 | 4.071        |
| Provincia de Milán              | Corbetta                | 18,0                | 15.087       |
| Provincia de Milán              | Magenta                 | 21,0                | 23.354       |
| Provincia de Milán              | Marcallo con Casone     | 8,1                 | 5.538        |
| Provincia de Milán              | Mesero                  | 5,7                 | 3.612        |
| Provincia de Milán              | Inveruno                | 12,2                | 8.442        |
| Provincia de Milán              | Cuggiono                | 14,0                | 7.844        |
| Provincia de Milán              | Arconate                | 8,3                 | 5.969        |
| Provincia de Milán              | Buscate                 | 7,9                 | 4.492        |
| Provincia de Milán              | Castano Primo           | 19,1                | 10.503       |
| Provincia de Milán              | Robecchetto con Induno  | 13,9                | 4.741        |
| Provincia de Milán              | Turbigo                 | 8,5                 | 7.471        |
| Provincia de Milán              | Ossona                  | 6,0                 | 3.962        |
| Provincia de Milán              | Arluno                  | 12,4                | 10.588       |
| Provincia de Milán              | Vanzago                 | 6,2                 | 7.881        |
| Provincia de Milán              | Pregnana Milanese       | 4,9                 | 6.008        |
| Provincia de Milán              | Pogliano Milanese       | 4,7                 | 8.219        |
| Provincia de Milán              | Nerviano                | 13,5                | 17.541       |
| Provincia de Milán              | Parabiago               | 14,2                | 24.825       |
| Provincia de Milán              | Casorezzo               | 6,6                 | 5.175        |
| Provincia de Milán              | Busto Garolfo           | 12,8                | 12.864       |
| Provincia de Milán              | Vanzaghello             | 5,5                 | 5.106        |
| Provincia de Milán              | Magnano                 | 11,3                | 8.522        |
| Provincia de Milán              | Dairago                 | 5.6                 | 4.996        |
| Provincia de Milán              | Villa Cortese           | 3,6                 | 6.076        |
| Provincia de Milán              | Legnano                 | 17,0                | 56.662       |
| Provincia de Milán              | San Giorgio su Legnano  | 2,3                 | 6.408        |
| Provincia de Milán              | Canegrate               | 5,3                 | 12.160       |
| Provincia de Milán              | San Vittore Olona       | 4,7                 | 8.035        |
| Provincia de Milán              | Rescaldina              | 8,2                 | 13.414       |
| Provincia de Milán              | Cerro Maggiore          | 10,2                | 14.227       |
| Provincia de Milán              | Lainate                 | 12,9                | 24.290       |
| Provincia de Milán              | Rho                     | 22,0                | 50.623       |
| Provincia de Milán              | Pero                    | 5,0                 | 10.282       |
| Provincia de Milán              | Arese                   | 6,5                 | 19.340       |
| Provincia de Milán              | Garbagnate Milanese     | 8,9                 | 27.114       |
| Provincia de Milán              | Cesate                  | 5,7                 | 13.077       |
| Provincia de Milán              | Solaro                  | 6,7                 | 13.410       |
| Provincia de Milán              | Senago                  | 8,6                 | 20.351       |
| Provincia de Milán              | Bollate                 | 15,9                | 37.489       |
| Provincia de Milán              | Baranzate               | 2,8                 | 11.144       |
| Provincia de Milán              | Novate Milanese         | 5,5                 | 20.063       |
| Provincia de Milán              | Cormano                 | 4,5                 | 18.523       |
| Provincia de Milán              | Cusano Milanino         | 3,0                 | 19.335       |
| Provincia de Milán              | Paderno Dugnano         | 14,1                | 46.787       |
| Provincia de Milán              | Bresso                  | 3,4                 | 26.853       |
| Provincia de Milán              | Cinisello Balsamo       | 12,7                | 73.770       |
| Provincia de Milán              | Sesto San Giovanni      | 11,0                | 83.556       |
| Provincia de Milán              | Lentate sul Seveso      | 13,9                | 14.774       |
| Provincia de Monza y Brianza(2) | Monza                   | 33,0                | 121.961      |
| Provincia de Monza y Brianza(2) | Brugherio               | 10,3                | 32.839       |
| Provincia de Monza y Brianza(2) | Agrate Brianza          | 11,3                | 14.270       |
| Provincia de Monza y Brianza(2) | Burago di Molgora       | 3,4                 | 4.200        |
| Provincia de Monza y Brianza(2) | Cavenago di Brianza     | 4,4                 | 6.307        |
| Provincia de Monza y Brianza(2) | Ornago                  | 5,8                 | 3.806        |
| Provincia de Monza y Brianza(2) | Bellusco                | 6,5                 | 6.777        |
| Provincia de Monza y Brianza(2) | Mezzago                 | 4,2                 | 3.637        |
| Provincia de Monza y Brianza(2) | Sulbiate                | 5,3                 | 3.517        |
| Provincia de Monza y Brianza(2) | Aicurzio                | 2,5                 | 2.043        |
| Provincia de Monza y Brianza(2) | Vimercate               | 20,7                | 25.869       |
| Provincia de Monza y Brianza(2) | Concorezzo              | 8,5                 | 14.593       |
| Provincia de Monza y Brianza(2) | Villasanta              | 4,9                 | 13.313       |
| Provincia de Monza y Brianza(2) | Arcore                  | 9,3                 | 16.984       |
| Provincia de Monza y Brianza(2) | Bernareggio             | 5,9                 | 9.217        |
| Provincia de Monza y Brianza(2) | Carnate                 | 3,5                 | 7.441        |
| Provincia de Monza y Brianza(2) | Usmate Velate           | 10,0                | 9.285        |
| Provincia de Monza y Brianza(2) | Camparada               | 1,6                 | 1.957        |
| Provincia de Monza y Brianza(2) | Lesmo                   | 5,1                 | 7.086        |
| Provincia de Monza y Brianza(2) | Triuggio                | 8,4                 | 8.050        |
| Provincia de Monza y Brianza(2) | Correzzana              | 2,2                 | 2.148        |
| Provincia de Monza y Brianza(2) | Besana in Brianza       | 15,8                | 14.714       |
| Provincia de Monza y Brianza(2) | Verano Brianza          | 3,5                 | 9.019        |
| Provincia de Monza y Brianza(2) | Giusanno                | 10,3                | 22.814       |
| Provincia de Monza y Brianza(2) | Briosco                 | 6,6                 | 5.722        |
| Provincia de Monza y Brianza(2) | Albiate                 | 2,9                 | 5.887        |
| Provincia de Monza y Brianza(2) | Carate Brianza          | 9,9                 | 17.414       |
| Provincia de Monza y Brianza(2) | Sovico                  | 3,2                 | 7.515        |
| Provincia de Monza y Brianza(2) | Macherio                | 3,2                 | 6.789        |
| Provincia de Monza y Brianza(2) | Biassono                | 4,9                 | 11.324       |
| Provincia de Monza y Brianza(2) | Lissone                 | 9,0                 | 38.088       |
| Provincia de Monza y Brianza(2) | Vedano al Lambro        | 2,0                 | 7.745        |
| Provincia de Monza y Brianza(2) | Muggiò                  | 5,6                 | 22.365       |
| Provincia de Monza y Brianza(2) | Nova Milanese           | 5,8                 | 22.652       |
| Provincia de Monza y Brianza(2) | Desio                   | 14,0                | 37.742       |
| Provincia de Monza y Brianza(2) | Seregno                 | 13,0                | 40.644       |
| Provincia de Monza y Brianza(2) | Meda                    | 8,0                 | 22.232       |
| Provincia de Monza y Brianza(2) | Barlassina              | 2,9                 | 6.399        |
| Provincia de Monza y Brianza(2) | Séveso                  | 7,3                 | 20.152       |
| Provincia de Monza y Brianza(2) | Cesano Maderno          | 11,0                | 34.923       |
| Provincia de Monza y Brianza(2) | Bovisio-Masciago        | 4,9                 | 15.334       |
| Provincia de Monza y Brianza(2) | Varedo                  | 4,8                 | 12.544       |
| Provincia de Monza y Brianza(2) | Limbiate                | 12,4                | 32.680       |
| Provincia de Monza y Brianza(2) | Ceriano Laghetto        | 7,1                 | 5.892        |
| Provincia de Monza y Brianza(2) | Cogliate                | 6,9                 | 7.949        |
| Provincia de Monza y Brianza(2) | Misinto                 | 5,1                 | 4.580        |
| Provincia de Monza y Brianza(2) | Lazzate                 | 5,3                 | 7.013        |
| Provincia de Varese             | Saronno                 | 10,9                | 37.458       |
| Provincia de Varese             | Caronno Pertusella      | 8,0                 | 13.567       |
| Provincia de Varese             | Gerenzano               | 9,8                 | 9.510        |
| Provincia de Varese             | Origgio                 | 8,1                 | 6.867        |
| Provincia de Varese             | Uboldo                  | 10,6                | 9.989        |
| Provincia de Varese             | Marnate                 | 4,8                 | 6.272        |
| Provincia de Varese             | Castellanza             | 6,0                 | 14.618       |
| Provincia de Varese             | Busto Arsizio           | 30,0                | 79.552       |
| Provincia de Varese             | Lonate Pozzolo          | 29,0                | 11.774       |
| Provincia de Varese             | Ferno                   | 8,5                 | 6.673        |
| Provincia de Varese             | Cardano al Campo        | 9,0                 | 13.175       |
| Provincia de Varese             | Samarate                | 15,0                | 15.996       |
| Provincia de Varese             | Gallarate               | 20,0                | 49.347       |
| Provincia de Varese             | Casorate Sempione       | 6,9                 | 5.432        |
| Provincia de Varese             | Somma Lombardo          | 30,0                | 16.546       |
| Provincia de Varese             | Arsago Seprio           | 10,0                | 4.680        |
| Provincia de Varese             | Cassano Magnano         | 12,0                | 20.740       |
| Provincia de Varese             | Cairate                 | 11,3                | 7.616        |
| Provincia de Varese             | Fagnano Olona           | 8,6                 | 10.969       |
| Provincia de Varese             | Solbiate Olona          | 4,9                 | 5.665        |
| Provincia de Varese             | Olgiate Olona           | 7,0                 | 11.605       |
| Provincia de Varese             | Gorla Minore            | 7,9                 | 7.996        |
| Provincia de Varese             | Gorla Maggiore          | 5,3                 | 5.054        |
| Provincia de Como               | Turato Tunin            | 10,1                | 8.499        |
| Provincia de Como               | Rovello Porro           | 5,8                 | 5.862        |
| Provincia de Como               | Cabiate                 | 3,2                 | 7.106        |
| Provincia de Como               | Mariano Comense         | 13,7                | 21.977       |
| Provincia de Como               | Carugo                  | 4,1                 | 5.884        |
| Provincia de Como               | Arosio                  | 2,7                 | 4.585        |
| Provincia de Como               | Rovellasca              | 3,3                 | 6.890        |
| TOTAL                           | TOTAL                   | 1.866,2             | 4.107.182    |

- (1) - Datos del 01.01.2006, tomados del informe estadístico de población del Istituto Nazionale di Statistica  Archivado el 8 de noviembre de 2009 en Wayback Machine.
- (2) - Provincia creada el 12 de mayo de 2004 y que entrará en funciones a partir del 2009

## Comparación
En esta tabla se muestran las cinco principales áreas metropolitanas de Italia. El área metropolitana de Milán ocupa el segundo puesto en km².
| N.º | Área metropolitana | Superficie (en km²) | Población (en millones) |
| --- | ------------------ | ------------------- | ----------------------- |
| 1   | Milán              | 1.866               | 4,107                   |
| 2   | Nápoles            | 1.662               | 3,697                   |
| 3   | Roma               | 2.676               | 3,330                   |
| 4   | PaTreVe            | 6.520               | 2,748                   |
| 5   | Turín              | 1.127               | 1,679                   |

- Datos: Q2234073